# 島尻郡

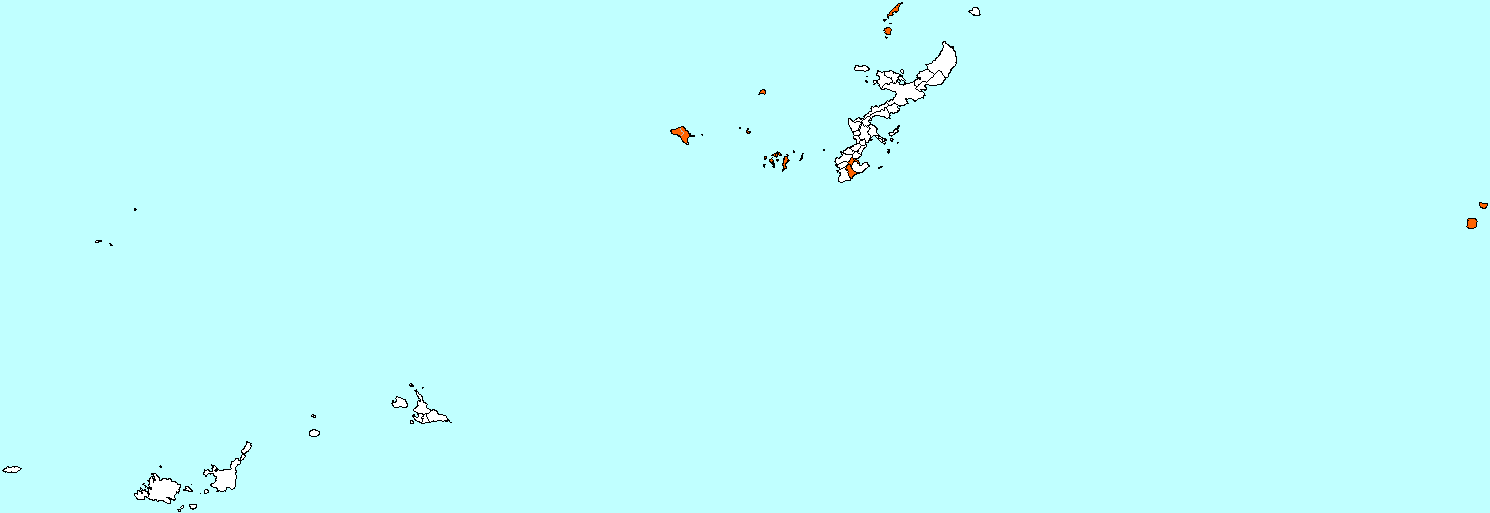
沖縄県島尻郡の範囲（図の赤い部分）

島尻郡（しまじりぐん）は、沖縄県の郡。
人口106,625人、面積234.9km²、人口密度454人/km²。（2025年2月1日、推計人口）
以下の4町8村を含む。
- 与那原町（よなばるちょう）
- 南風原町（はえばるちょう）
- 渡嘉敷村（とかしきそん）
- 座間味村（ざまみそん）
- 粟国村（あぐにそん）
- 渡名喜村（となきそん）
- 南大東村（みなみだいとうそん）
- 北大東村（きただいとうそん）
- 伊平屋村（いへやそん）
- 伊是名村（いぜなそん）
- 久米島町（くめじまちょう）
- 八重瀬町（やえせちょう）

## 郡域
1896年（明治29年） に行政区画として発足した当時の郡域は、上記4町8村に下記を加えた区域にあたる。
- 糸満市・豊見城市・南城市の全域
- 那覇市の一部（小禄・真和志）

## 沿革

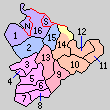
1.小禄村 2.豊見城村 3.兼城村 4.糸満町 5.高嶺村 6.真壁村 7.喜屋武村 8.摩文仁村 9.具志頭村 10.玉城村 11.知念村 12.佐敷村 13.東風平村 14.大里村 15.南風原村 16.真和志村 （離島部は省略。紫：那覇市 桃：糸満市 橙：南城市 赤：八重瀬町 黄：与那原町 青：合併なし）

- 明治29年（1896年）4月1日 -  沖繩縣ノ郡編制ニ關スル件（明治29年勅令第13号）の施行により、島尻方（小禄間切・豊見城間切・兼城間切・高嶺間切・真壁間切・喜屋武間切・摩文仁間切・具志頭間切・玉城間切・知念間切・佐敷間切・東風平間切・大里間切・南風原間切・真和志間切・具志川間切・仲里間切）および久米島・慶良間諸島・渡名喜島・粟国島・伊平屋諸島・硫黄鳥島・大東島（この時点で南大東島・北大東島）の地域をもって行政区画としての島尻郡が発足（17間切7諸島）。郡役所が那覇区に設置。
- 1900年（明治33年） - 沖大東島が日本領に編入（9月26日）[1]、島尻郡に属する（10月17日）[2]。
- 明治36年（1903年） - 小禄間切の一部（儀間村の一部）が那覇区に編入。
- 明治41年（1908年）4月1日 - 島嶼町村制施行により、島尻郡に糸満町（兼城間切のうち糸満村が分立）・小禄村・豊見城村・兼城村・高嶺村・真壁村・喜屋武村・摩文仁村・具志頭村・玉城村・知念村・佐敷村・東風平村・大里村・南風原村・真和志村・具志川村・仲里村・渡嘉敷村・座間味村・渡名喜村・粟国村・伊平屋村が発足。（1町22村2島）
- 大正12年（1923年）3月31日 - 郡会が廃止。郡役所は存続。
- 大正15年（1926年）6月30日 - 郡役所が廃止。以降は地域区分名称となる。
- 昭和14年（1939年）7月1日 - 伊平屋村が廃止され、一部（伊是名島）に伊是名村、残部に改めて伊平屋村が発足[3]。（1町23村2島）
- 昭和20年（1945年）4月1日 - 米国海軍軍政府布告1号により米軍占領地域で順次日本政府の統治から切り離されアメリカの統治下になる。
- 昭和21年（1946年）
  - 1月 - 連合国軍最高司令官総司令部覚書により連合国よりアメリカ軍政へ移管される。
  - 4月1日 - 真壁村・喜屋武村・摩文仁村が合併して三和村が発足。（1町21村2島）
  - 6月12日 - 南大東村・北大東村が村制施行。（1町23村）
- 昭和24年（1949年）4月1日 - 大里村の一部（与那原・上与那原・板良敷）が与那原町として分立。（2町23村）
- 昭和28年（1953年）10月1日 - 真和志村が市制施行して真和志市となり、郡より離脱。（2町22村）
- 昭和29年（1954年）9月1日 - 小禄村が那覇市に編入。（2町21村）
- 昭和36年（1961年）10月1日 - 糸満町・兼城村・高嶺村・三和村が合併し、改めて糸満町が発足。（2町18村）
- 昭和46年（1971年）12月1日 - 糸満町が市制施行して糸満市となり、郡より離脱。（1町18村）
- 昭和47年（1972年）5月15日 - 全域が日本に復帰する（沖縄返還）。「沖縄の復帰に伴う特別措置に関する法律」第3条により「従前の沖縄県は、当然に、地方自治法に定める県として存続するものとする。」と、第7条により「沖縄の市町村は、地方自治法の規定による市町村となるものとする。」と規定され、地方自治法が適用される。
- 昭和54年（1979年）10月1日 - 東風平村が町制施行して東風平町となる。（2町17村）
- 昭和55年（1980年）4月1日（4町15村）
  - 南風原村が町制施行して南風原町となる。
  - 佐敷村が町制施行して佐敷町となる。
- 平成14年（2002年）4月1日（5町12村）
  - 豊見城村が市制施行して豊見城市となり、郡より離脱。
  - 仲里村・具志川村が合併して久米島町が発足。
- 平成18年（2006年）1月1日（4町8村）
  - 東風平町・具志頭村が合併して八重瀬町が発足。
  - 玉城村・知念村・佐敷町・大里村が合併して南城市が発足し、郡より離脱。

## 備考
- 平成の大合併により、沖縄本島南部から「村」が消滅し（島尻郡の村は本島周辺離島のみとなる）、本島中部も含め自治体はすべて人口が1万人を超える自治体となった（本島中部の自治体は復帰後の1980年代から既にすべての自治体の人口が1万人を超えていた）。
- 本郡に所属する伊平屋村・伊是名村は、県議会選挙区では国頭郡区に属し、郡民体育大会では国頭郡大会に参加する。